# Hyundai Solaris
Hyundai Solaris (Хюндай Соляріс) — передньопривідний легковий автомобіль класу B («Поло-класу»), розроблений компанією Hyundai Motor Company 2010 року спеціально для Росії. Своє ім'я автомобіль одержав у результаті проведення конкурсу.
Представлення Hyundai Solaris в Росії відбулося 21 вересня 2010 року.
Автомобіль оснащується 4-х циліндровими 16-ти клапанними двигунами об'ємом 1.4 або 1.6 літра, 5-ти ступінчастою механічною або 4-х ступінчастою автоматичною коробками передач. Передня підвіска незалежна, типу McPherson з пружинами і стабілізатором поперечної стійкості, задня — напівзалежна, пружинна, з амортизаторами.
На території Росії автомобіль виробляється на заводі повного циклу, розташованому під Санкт-Петербургом.
Перший автомобіль Solaris зійшов з конвеєра 17 січня 2011 року. У середині 2011 року в модельному ряду з'явиться версія з кузовом хетчбек.
Автомобіль є точною копією моделі Accent четвертого покоління для внутрішнього корейського ринку.
Як стандартне оснащення для Хендай Соляріс виступають антиблокувальна система гальм, система електронного регулювання гальмівного зусилля, імобілайзер, центральний замок, повнорозмірна запаска, аудіосистема з аудіопідготовкою і 4 динаміками, атермальне скління, регульоване водійське сидіння і рульова колонка, передні фари з галогенними лампами, подушки безпеки водія, подушки безпеки переднього пасажира і кріплення дитячого сидіння. Як додаткові комплектуючих можна виділити: кондиціонер, регульовану рульову колонку і обігрів керма, камеру заднього виду, тканинну оббивку сидінь, сталеві 15-дюймові диски, а також різні кольори кузова автомобіля. 
Модель є однією з найпопулярніших в Росії станом на квітень 2017 року. Так вона займає третє місце серед найпродаваніших моделей (після Kia Rio і Lada Granta) з кількістю 6 699 авто за березень і четверте місце із 12 666 автівок за січень-березень. У 2016 році Hyundai Solaris займав перше місце із 21 434 проданих авто за січень-березень 2016.

## Технічні характеристики
|                                              | 1.4                                                                         | 1.6                                                                         |
| Модель                                       | Модель                                                                      | Модель                                                                      |
| -------------------------------------------- | --------------------------------------------------------------------------- | --------------------------------------------------------------------------- |
| Тип кузова                                   | седан                                                                       | седан                                                                       |
| Кількість дверей                             | 4                                                                           | 4                                                                           |
| Число місць, чол                             | 5                                                                           | 5                                                                           |
| Тип привода                                  | Привод на передні колеса                                                    | Привод на передні колеса                                                    |
| Двигун                                       |                                                                             |                                                                             |
| Об'єм двигуна                                | 1396 см3                                                                    | 1591 см3                                                                    |
| Потужність двигуна, к. с.                    | 107                                                                         | 123                                                                         |
| Максимальний крутний момент, Нм/хв−1         | 135,4/5000                                                                  | 155/4200                                                                    |
| Число і розміщення циліндрів                 | 4 в ряд                                                                     | 4 в ряд                                                                     |
| Клапанів на циліндр                          | 4                                                                           | 4                                                                           |
| Рекомендоване пальне                         | АІ-92                                                                       | АІ-92                                                                       |
| Динамічні характеристики                     |                                                                             |                                                                             |
| Динаміка розгону 0-100 км/год (МКПП/АКПП), с | 12.1/13.4                                                                   | 10.2/11.2                                                                   |
| Максимальна швидкість (МКПП/АКПП), км/год    | 190/170                                                                     | 190/180                                                                     |
| Витрата пального                             |                                                                             |                                                                             |
| Міський цикл (МКПП/АКПП), л/100км            | 7.6/8.5                                                                     | 7.9/8.6                                                                     |
| Комбінований цикл (МКПП/АКПП), л/100км       | 5.9/6.4                                                                     | 6/6.5                                                                       |
| Заміський цикл (МКПП/АКПП), л/100км          | 4.9/5.2                                                                     | 4.9/5.2                                                                     |
| Розміри і маса                               |                                                                             |                                                                             |
| Габаритна довжина, мм                        | 4370                                                                        | 4370                                                                        |
| Габаритна ширина, мм                         | 1700                                                                        | 1700                                                                        |
| Габаритна висота, мм                         | 1470                                                                        | 1470                                                                        |
| Снаряжена маса, кг                           | 1110-1198                                                                   | 1110-1198                                                                   |
| Повна маса, кг                               | 1565                                                                        | 1565                                                                        |
| Колісна база, мм                             | 2570                                                                        | 2570                                                                        |
| Дорожній просвіт, мм                         | 160                                                                         | 160                                                                         |
| Об'єм багажника, л                           | 454                                                                         | 454                                                                         |
| Об'єм паливного бака, л                      | 43                                                                          | 43                                                                          |
| Шасі                                         |                                                                             |                                                                             |
| Передня підвіска                             | Незалежна, типу McPherson з пружинами і стабілізатором поперечної стійкості | Незалежна, типу McPherson з пружинами і стабілізатором поперечної стійкості |
| Задня підвіска                               | Напівзалежна, пружинна, з амортизаторами                                    | Напівзалежна, пружинна, з амортизаторами                                    |
| Гальмівні механизми передніх коліс           | Дискові                                                                     | Дискові                                                                     |
| Гальмівні механизми задніх коліс             | Дискові або барабанні                                                       | Дискові                                                                     |

## Комплектація
| Solaris sedan 1.4 | Solaris sedan 1.4 | Solaris sedan 1.4 | Solaris sedan 1.4 | Solaris sedan 1.4 |
| | Base              | Classic           | Optima            | Comfort           |
| Безпека | Безпека           | Безпека           | Безпека           | Безпека           |
| --- | ----------------- | ----------------- | ----------------- | ----------------- |
| Подушка безпеки водія | •                 | •                 | •                 | •                 |
| Подушка безпеки переднього пасажира |                   | •                 | •                 | •                 |
| ABS - антиблокувальна система гальм |                   | •                 | •                 | •                 |
| EBD - електронна система розподілу гальмівних сил |                   | •                 | •                 | •                 |
| Задні дискові гальма |                   | •                 | •                 | •                 |
| Система попередження водіїв ззаду при різкому гальмуванні |                   | •                 | •                 | •                 |
| Імобілайзер | •                 | •                 | •                 | •                 |
| Комфорт |                   |                   |                   |                   |
| Гідропідсилювач керма | •                 | •                 | •                 | •                 |
| Регулювання рульової колонки по висоті | •                 | •                 | •                 | •                 |
| Регулювання сидіння водія по висоті | •                 | •                 | •                 | •                 |
| Підігрів передніх сидінь |                   | •                 | •                 | •                 |
| Регулювання передніх ременів безпеки за висотою | •                 | •                 | •                 | •                 |
| Два підголівника для заднього сидіння | •                 | •                 | •                 | •                 |
| Електросклопідйомники передні | •                 | •                 | •                 | •                 |
| Електросклопідйомники задні |                   |                   | •                 | •                 |
| Електросклопідйомники водія з опусканням/підняттям одноразовим натисканням |                   |                   |                   | •                 |
| Зовнішні дзеркала з електроприводом і підігрівом |                   |                   | •                 | •                 |
| Передні склоочисники з регульованим переривчастим режимом | •                 | •                 | •                 | •                 |
| Підігрів зони спокою склоочисників |                   |                   | •                 | •                 |
| Обігрів заднього скла | •                 | •                 | •                 | •                 |
| Центральний замок | •                 | •                 | •                 | •                 |
| Пульт управління центральним замком в розкладному ключі |                   |                   |                   | •                 |
| Кондиціонер |                   |                   | •                 | •                 |
| Центральний підлокітник регульований за довжиною бокса |                   |                   |                   | •                 |
| Футляр для окулярів в консолі на стелі |                   |                   |                   | •                 |
| Аудіо |                   |                   |                   |                   |
| Аудіопідготовка (4 динаміка, антена) | •                 | •                 | •                 | •                 |
| Два додаткових високочастотних динаміка |                   |                   |                   | •                 |
| Аудіосистема CD/MP3, радіо, RDS |                   |                   |                   | •                 |
| USB, AUX-роз'єми |                   |                   |                   | •                 |
| Управління аудіосистемою на кермі |                   |                   |                   | •                 |
| Інтер'єр |                   |                   |                   |                   |
| Хромоване оздоблення внутрішніх ручок дверей і важеля стоянкового гальма |                   |                   |                   | •                 |
| Глянсове оздоблення передньої консолі |                   |                   |                   | •                 |
| Панель приладів Supervision |                   |                   |                   | •                 |
| Спинка заднього сидіння, що складається по частинах 6:4 |                   |                   | •                 | •                 |
| Екстер'єр |                   |                   |                   |                   |
| Ручки дверей і корпусу зовнішніх дзеркал в колір кузова |                   |                   |                   | •                 |
| Теплозахисне тонування стекол | •                 | •                 | •                 | •                 |
| Бризковики спереду і ззаду | •                 | •                 | •                 | •                 |
| Передні протитуманні фари |                   |                   |                   | •                 |
| Постійно ввімкнене ближнє світло фар | •                 | •                 | •                 | •                 |
| Сталеві диски з шинами 185/65 R15 | •                 | •                 | •                 | •                 |
| Повнорозмірне запасне колесо - сталевий диск | •                 | •                 | •                 | •                 |
| Можливе додаткове обладнання |                   |                   |                   |                   |
| Кондиціонер | •                 | •                 |                   |                   |
| Пакет "Безпека": бічні подушки безпеки водія і переднього пасажира, бічні подушки безпеки фіранкового типу, ESC - електронна система стабілізації, TSC - антипробуксирувальна система                                                |                   |                   |                   | •                 |
| Пакет "Престиж": оздоблення шкірою керма і рукоятки важеля перемикання передач, повторювачі сигналу повороту в корпусах зовнішніх дзеркал, кришка багажника з хромованими окантуванням, легкосплавні диски з шинами 195/55 R16       |                   |                   |                   | •                 |
| Пакет "Зимовий": підігрів передніх сидінь, зовнішні дзеркала з електроприводом і обігрівом, електросклопідйомники задні, підігрів зони спокою склоочисників.                                                                         |                   | •                 |                   |                   |
| Пакет "Розширений": два високочастотних динаміка, передні протитуманні фари, зовнішні ручки дверей і корпуси дзеркал в колір кузова, футляр для окулярів в стельової консолі, центральний підлокітник регульований за довжиною бокса |                   |                   | •                 |                   |

Для автомобілів з двигуном 1.4 л. і АКПП комплектація «Base» не доступна.
| Solaris sedan 1.6 | Solaris sedan 1.6 | Solaris sedan 1.6 | Solaris sedan 1.6 | Solaris sedan 1.6 |
| | Classic           | Optima            | Comfort           | Family            |
| Безпека | Безпека           | Безпека           | Безпека           | Безпека           |
| --- | ----------------- | ----------------- | ----------------- | ----------------- |
| Подушка безпеки водія | •                 | •                 | •                 | •                 |
| Подушка безпеки переднього пасажира | •                 | •                 | •                 | •                 |
| Бічні подушки безпеки водія і переднього пасажира |                   |                   |                   | •                 |
| Бічні подушки безпеки фіранкового типу |                   |                   |                   | •                 |
| ABS - антиблокувальна система гальм | •                 | •                 | •                 | •                 |
| EBD - електронна система розподілу гальмівних сил | •                 | •                 | •                 | •                 |
| Задні дискові гальма | •                 | •                 | •                 | •                 |
| ESC - електронна система стабілізації |                   |                   |                   | •                 |
| TSC - антипробуксирувальна система |                   |                   |                   | •                 |
| Система попередження водіїв ззаду при екстреному гальмуванні | •                 | •                 | •                 | •                 |
| Імобілайзер | •                 | •                 | •                 | •                 |
| Комфорт |                   |                   |                   |                   |
| Гідропідсилювач керма | •                 | •                 | •                 | •                 |
| Регулювання кермової колонки за висотою | •                 | •                 | •                 | •                 |
| Регулювання сидіння водія за висотою | •                 | •                 | •                 | •                 |
| Підігрів передніх сидінь |                   | •                 | •                 | •                 |
| Регулювання передніх ременів безпеки за висотою | •                 | •                 | •                 | •                 |
| Два підголівника для заднього сидіння | •                 | •                 | •                 | •                 |
| Електросклопідйомники передні | •                 | •                 | •                 | •                 |
| Електросклопідйомники задні |                   | •                 | •                 | •                 |
| Електросклопідйомники водія з опусканням/підняттям одноразовим натисканням |                   |                   | •                 | •                 |
| Повторювачі сигналу повороту в корпусах зовнішніх дзеркал |                   |                   |                   | •                 |
| Зовнішні дзеркала з електроприводом і підігрівом |                   | •                 | •                 | •                 |
| Передні склоочисники з регульованим переривчастим режимом | •                 | •                 | •                 | •                 |
| Підігрів зони спокою склоочисників |                   | •                 | •                 | •                 |
| Обігрів заднього скла | •                 | •                 | •                 | •                 |
| Центральний замок | •                 | •                 | •                 | •                 |
| Пульт управління центральним замком в розкладному ключі |                   |                   | •                 |                   |
| Система доступу в салон без ключа і кнопка запуску двигуна |                   |                   |                   | •                 |
| Кондиціонер |                   | •                 | •                 |                   |
| Клімат-контроль |                   |                   |                   | •                 |
| Центральний підлокітник регульований за довжиною бокса |                   |                   | •                 | •                 |
| Футляр для окулярів у стельовій консолі |                   |                   | •                 | •                 |
| Аудіо |                   |                   |                   |                   |
| Аудіопідготовка (4 динаміка, антена) | •                 | •                 | •                 | •                 |
| Два додаткових високочастотних динаміка |                   |                   | •                 | •                 |
| Аудіосистема CD/MP3, радіо, RDS |                   |                   | •                 | •                 |
| USB, AUX-роз'єми |                   |                   | •                 | •                 |
| Bluetooth для підключення мобільного телефону до аудіосистеми, гучний зв'язок Hands Free |                   |                   |                   | •                 |
| Управління телефоном на кермі |                   |                   |                   | •                 |
| Управління аудіосистемою на кермі |                   |                   | •                 | •                 |
| Інтер'єр |                   |                   |                   |                   |
| Хромоване оздоблення внутрішніх ручок дверей і важеля стоянкового гальма |                   |                   | •                 | •                 |
| Глянсове оздоблення передньої консолі |                   |                   | •                 | •                 |
| Оздоблення шкірою керма і рукоятки важеля перемикання передач |                   |                   |                   | •                 |
| Панель приладів Supervision |                   |                   | •                 | •                 |
| Спинка заднього сидіння, що складається по частинах 6:4 |                   | •                 | •                 |                   |
| Екстер'єр |                   |                   |                   |                   |
| Ручки дверей і корпуси зовнішніх дзеркал у колір кузова |                   |                   | •                 | •                 |
| Теплозахисне тонування стекол | •                 | •                 | •                 | •                 |
| Бризковики спереду і ззаду | •                 | •                 | •                 | •                 |
| Передні протитуманні фари |                   |                   | •                 | •                 |
| Постійно ввімкнене ближнє світло фар | •                 | •                 | •                 | •                 |
| Кришка багажника з хромованим окантуванням |                   |                   |                   | •                 |
| Сталеві диски з шинами 185/65 R15 | •                 | •                 | •                 |                   |
| Легкосплавные диски с шинами 195/55 R16 |                   |                   |                   | •                 |
| Повнорозмірне запасне колесо - сталевий диск | •                 | •                 | •                 |                   |
| Повнорозмірне запасне колесо - легкосплавний диск |                   |                   |                   | •                 |
| Можливе додаткове обладнання |                   |                   |                   |                   |
| Кондиціонер | •                 |                   |                   |                   |
| Пакет "Безпека": бічні подушки безпеки водія і переднього пасажира, бічні подушки безпеки фіранкового типу, ESC - електронна система стабілізації, TSC - антипробуксирувальна система                                                  |                   |                   | •                 |                   |
| Пакет "Престиж": обробка шкірою керма і рукоятки важеля перемикання передач, повторювачі сигналу повороту в корпусах зовнішніх дзеркал, кришка багажника з хромованим окантуванням, легкосплавні диски з шинами 195/55 R16             |                   |                   | •                 |                   |
| Пакет "Зимовий": підігрів передніх сидінь, зовнішні дзеркала з електроприводом і обігрівом, електросклопідйомники задні, підігрів зони спокою склоочисників.                                                                           | •                 |                   |                   |                   |
| Пакет "Розширений": два високочастотних динаміка, передні пртівотуманние фари, зовнішні ручки дверей і корпуси дзеркал в колір кузова, футляр для окулярів у стельовій консолі, центральний підлокітник регульований за довжиною бокса |                   | •                 |                   |                   |

## Галерея

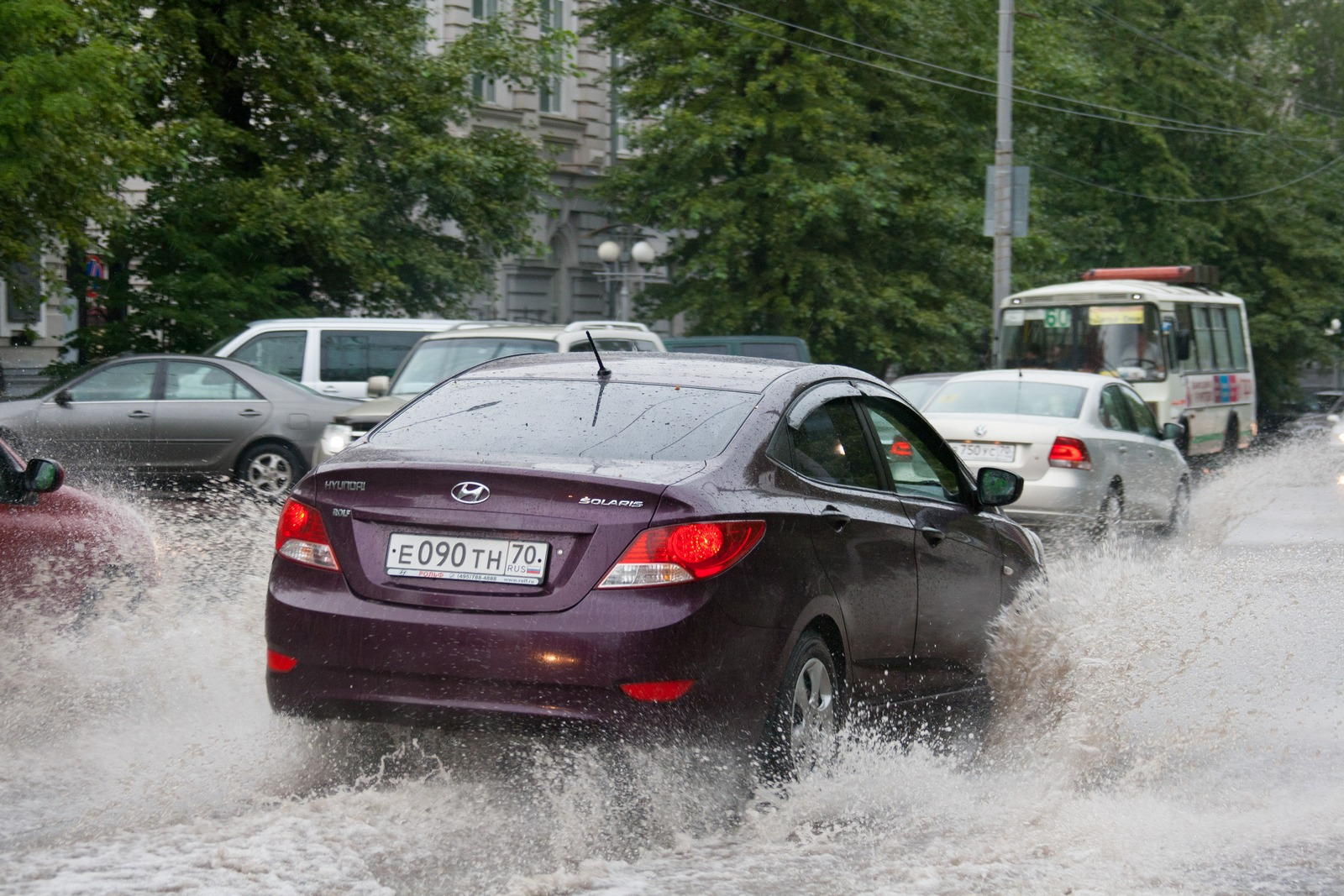
Hyundai Solaris
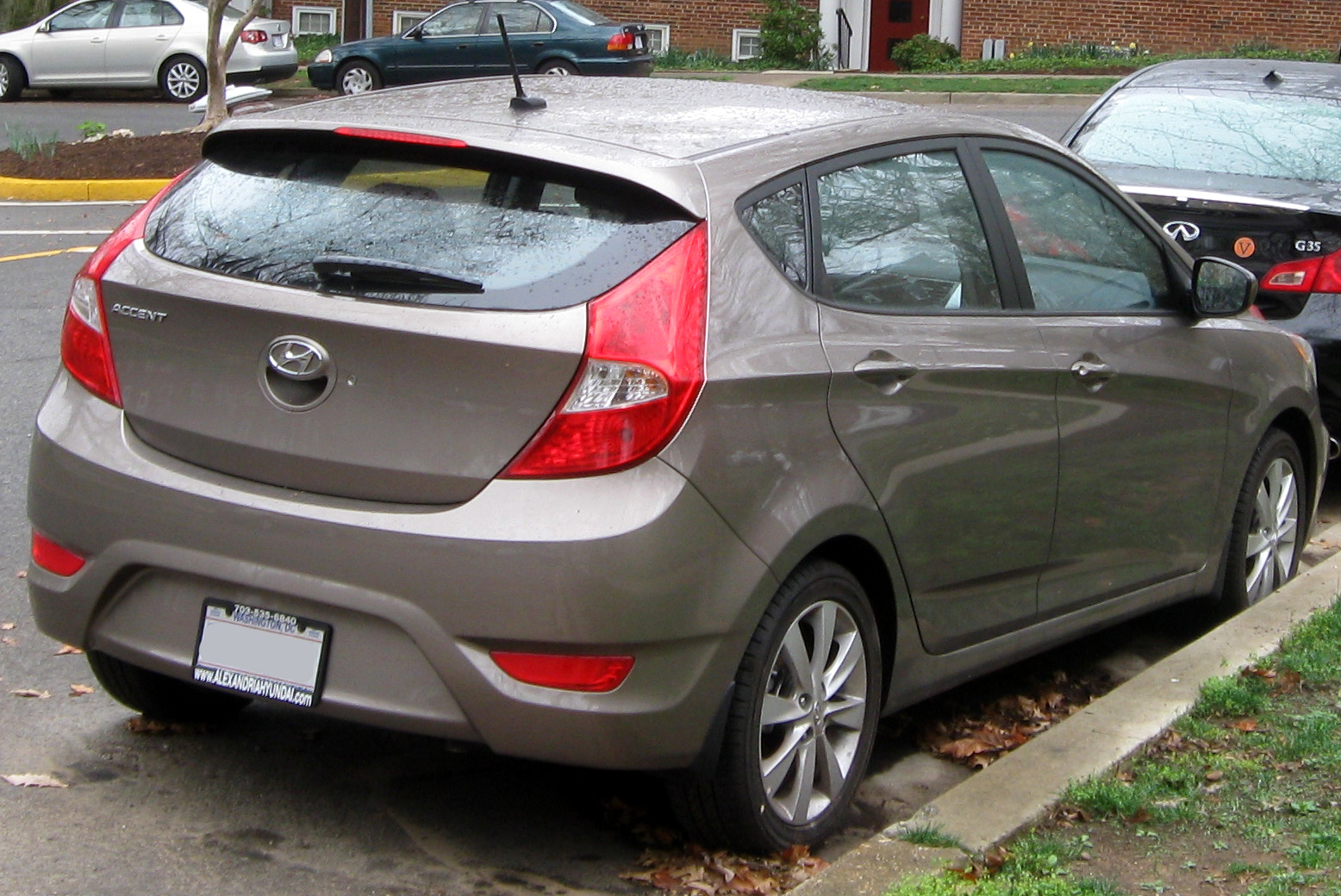
Hyundai Solaris
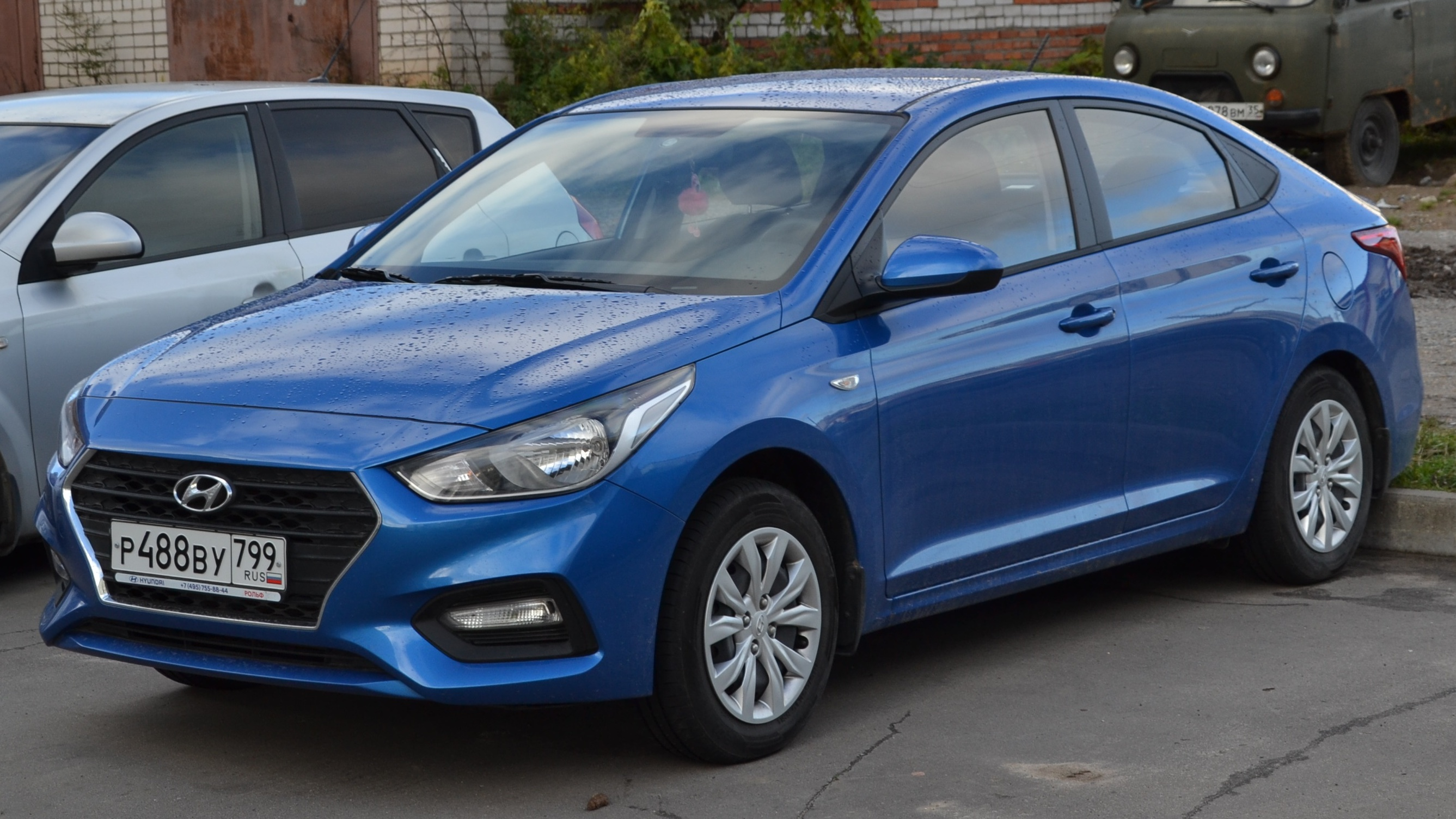
Hyundai Solaris (HC)